# Światowe Stowarzyszenie Przewodniczek i Skautek
Światowe Stowarzyszenie Przewodniczek i Skautek (WAGGGS, ang. World Association of Girl Guides and Girl Scouts) – światowe stowarzyszenie, skupiające żeńskie organizacje skautowe. Zostało założone w 1928 w miejscowości Parád, na Węgrzech, a jego siedziba znajduje się obecnie w Londynie, w Anglii. Jako odpowiednik WOSM, WAGGGS  działa w pięciu regionach i operuje pięć międzynarodowych centrów skautingu żeńskiego. Obecnie liczy ponad 10 milionów członkiń w ponad 144 krajach. Obejmuje pełną listę swoich członków w European Youth Forum (YFJ),  działa na obszarach Rady Europy i Unii Europejskiej, współpracując z tymi organami. 
W Polsce członkiem WAGGGS jest Związek Harcerstwa Polskiego (członek założyciel WAGGGS w latach 1928–1950 i ponownie od 1996). 

## Misja
Misją WAGGGS jest stwarzanie dziewczętom i młodym kobietom warunków do pełnego rozwijania swoich możliwości i umiejętności jako odpowiedzialnych obywatelek świata.
WAGGGS zapewnia nieformalny program edukacyjny, wspierający rozwój umiejętności życiowych, zdolności przywódczych oraz umiejętności podejmowania decyzji. Namawia do uczestnictwa i zarządzania WAGGGS. Oferuje również projekty i programy na poziomie międzynarodowym, który umożliwia Przewodniczkom i Skautkom stanie się odpowiedzialnymi obywatelkami świata, poprzez akcje i aktywności w społeczeństwie. 
Skauting żeński jest otwarty dla wszystkich dziewcząt i młodych kobiet, bez względu na różnice w wyznawanych poglądach, rasie, narodowości czy jakichkolwiek innych aspektach. WAGGGS wierzy w edukację zarówno chłopców, jak i dziewcząt. Młodzi mężczyźni i kobiety są uczeni rozpoznawania wzajemnych różnic i podobieństw oraz szacunku do siebie nawzajem. 
Jest organizacją wolontariacką, liczącą 100 tys. wolontariuszy na całym świecie, którzy wprowadzają w życie programy dla Przewodniczek i Skautek oraz wspierają je w rozwoju osobistym. 

## Metody Edukacyjne
Skauting żeński opiera się na podstawowym zestawie wartości zawartych w Prawie i Przyrzeczeniu. Każda Przewodniczka i Skautka w trakcie swojego Przyrzeczenia ślubuje, by dać z siebie wszystko w imię swojej wiary oraz pomocy bliźnim. Robiąc to, realizuje swój pełny potencjał jako odpowiedzialna obywatelka swojego kraju i świata. 
Skauting żeński korzysta z nieformalnych metod edukacyjnych, wdrażanych poza szkolnym programem nauczania.  
Kluczowe elementy, na których opiera się ta edukacja: 
- Młodzi ludzie mogą rozwijać umiejętności życiowe i postawy oparte na zintegrowanym systemie wartości opartym na obietnicy i prawie.
- Młodzi ludzie uczą się od swojej grupy rówieśniczej.
- Młodzi ludzie uczą się poprzez stworzone dla nich działania i praktyczne programy.
- Młodzi ludzie zgłaszają się na ochotników, aby dołączyć do organizacji edukacji pozaformalnej, które są prowadzone również przez wolontariuszy.
- Młodzi ludzie uczą się poprzez stopniowy rozwój za pomocą:

- Uczenia się na doświadczeniach,
- Pracy zespołowej wdrażanej poprzez system patrolowy i szkoleń dla przewodników, funkcyjnych i przełożonych.
- Aktywną współpracę między młodymi ludźmi i dorosłymi

Każdy przewodniczka / skautka określa własne postępy i rozwój zgodnie ze swoimi potrzebami i aspiracjami w ramach przewidzianego programu ramowego. Kontrastuje to z wieloma systemami edukacji formalnej, w których młodzi ludzie muszą wpasować się w sztywną strukturę z niewielkim rozpoznaniem indywidualnych potrzeb i różnic. Metoda Przewodniczek i Skautek to szczególny sposób, w jaki kierownictwo współpracuje z dziewczętami i młodymi kobietami, aby osiągnąć misję WAGGGS. Jest to zintegrowane podejście z pewnymi kluczowymi elementami: metoda ta może być stosowana równie skutecznie z dziewczynami w każdym wieku, o różnych umiejętnościach i pochodzeniu. W swojej książce „Girl Guiding” Lord Baden-Powell (1918) napisał:
„Nasza metoda szkolenia polega na edukacji od wewnątrz, a nie na instruktażu z zewnątrz; oferowaniu gier i zajęć, które, choć są atrakcyjne dla dziewczyny, poważnie ją kształcą moralnie, psychicznie i fizycznie”.
Wiele przewodniczek i skautek staje się wiodącymi politykami, pisarzami, i liderkami. Senator Hillary Clinton (Senat Stanów Zjednoczonych), Rt. Hon Dr. Marjorie MowlamMP (polityk w Wielkiej Brytanii), dr Roberta Bondar, MD (pierwsza kanadyjska astronautka) i Betty Okwir (wiodąca polityk w Ugandzie) to tylko kilka byłych i obecnych Skautek oraz Przewodniczek.
W 1965 roku Leslie Whateley, z ówczesnego Światowego Biura Przewodniczek, otrzymała Brązowego Wilka, jedyne wyróżnienie Światowej Organizacji Ruchu Harcerskiego, przyznane przez Światowy Komitet Harcerstwa za wyjątkowe zasługi dla światowego skautingu. 
Wśród swoich globalnych inicjatyw, Free Being Me, współpraca WAGGS i Unilever's Dove Self Esteem Project rozpoczęła się w październiku 2013 r. W celu zwiększenia „poczucia własnej wartości i pewności ciała” u dziewcząt.
WAGGGS jest członkiem Global Youth Mobilisation oraz wspiera SDGs. 

## Historia
Przewodniczki zostały utworzone w 1910 roku przez Roberta Baden-Powella, z pomocą jego siostry Agnes Baden-Powell. Po ślubie w 1912 roku jego żona Olave Baden-Powell odegrała wiodącą rolę w rozwoju Przewodniczek i Skautek. W miarę rozprzestrzeniania się ruchu powstawały niezależne krajowe stowarzyszenia przewodników; odczuwano jednak potrzebę współpracy międzynarodowej. Lady Baden-Powell założyła nieformalną Radę Międzynarodową w Londynie w lutym 1918 r. Podczas czwartej Światowej Konferencji w Camp Edith Macy w 1926 r. Przedstawiciele kilku krajów zasugerowali utworzenie Światowego Stowarzyszenia, które zastąpi nieformalną Radę Międzynarodową. Po Międzynarodowej Konferencji w 1926 r. Zwrócono się do Baden-Powell z prośbą o utworzenie formalnego stowarzyszenia, a w 1928 r. Podczas 5. Międzynarodowej Konferencji w Parád na Węgrzech założono Światowe Stowarzyszenie Przewodniczek i Harcerek. Rose Kerr była wiceprzewodniczącą, a następnie komisarzem ds. Krajów z tendencją do wzrostu stóp. W latach 1930–1939 WAGGGS zajmował pokój w siedzibie British Girl Guide Association, dopóki nie przeniósł się na 9 Palace Street, obok Our Arka. W 1920 r. dwóch przywódców z każdego znanego kraju przewodnictwa zostało zaproszonych na Konferencję Komisarzy Hrabstwa Brytyjskiego w Saint Hugh's College w Oksfordzie. Stało się to znane jako Pierwsza Międzynarodowa Konferencja. 13. Światowa Konferencja odbyła się w tym samym kolegium w 1950 r. Organizacje członkowskie nadal spotykają się co trzy lata (początkowo co dwa lata) podczas Światowych Konferencji.

## Konferencja Światowa

### Konferencja Światowa
Najwyższą władzą WAGGGS jest Konferencja Światowa, która odbywa się co 3 lata. 
W 1932 Polska była gospodarzem 7 Światowej Konferencji Skautek (WAGGGS), która odbyła się na Buczu pod przewodnictwem Olgi Drahonowskiej-Małkowskiej, w obecności Naczelnej Skautki Świata Olave Baden-Powell, z udziałem 63 delegatek z 23 krajów. Dotychczasowe konferencje:
1. 1920 - Oksford w Wielkiej Brytanii
2. 1922 - Cambridge w Wielkiej Brytanii
3. 1924 - Foxlease w Wielkiej Brytanii
4. 1926 - Edith Macy Conference Center w Nowym Jorku w Stanach Zjednoczonych
5. 1928 - Parad na Węgrzech
6. 1930 - Foxlease w Wielkiej Brytanii
7. 1932 - Bucze w Polsce
8. 1934 - Adelboden w Szwajcarii
9. 1936 - Sztokholm w Szwecji
10. 1938 - Adelboden w Szwajcarii
11. 1946 - Evian we Francji
12. 1948 - Cooperstown w Stanach Zjednoczonych
13. 1950 - Oksford w Wielkiej Brytanii
14. 1952 - Dombås w Norwegii
15. 1954 - Zeist w Holandii
16. 1957 - Petrópolis w Brazylii
17. 1960 - Ateny w Grecji
18. 1963 - Nyborg w Danii
19. 1966 - Tokio w Japonii
20. 1969 - Otaniemi w Finlandii
21. 1972 - Toronto w Kanadzie
22. 1975 - Sussex w Wielkiej Brytanii
23. 1978 - Teheran w Iranie
24. 1981 - Orlean we Francji
25. 1984 - Tarrytown w Stanach Zjednoczonych
26. 1987 - Njoro w Kenii
27. 1990 - Singapur
28. 1993 - Nyborg w Danii
29. 1996 - Wolfville w Nowej Szkocji w Kanadzie
30. 1999 - Dublin w Irlandii
31. 2002 - Manila na Filipinach
32. 2005 - Amman w Jordanii
33. 2008 - Johannesburg w Republice Południowej Afryki
34. 2011 - Edynburg w Wielkiej Brytanii (11-15 lipca)
35. 2014 - Hongkong, specjalny region administracyjny Chińskiej Republiki Ludowej
36. 2017 - Delhi w Indiach

### Komitet Światowy
Pomiędzy Konferencjami władzę sprawuje Komitet Światowy. Aktualnie złożony jest z 17 członkiń. Pięć z nich to przewodniczące regionów, które są wybierana przez Konferencje Regionalne, pozostałe są wybierane demokratycznie przez Konferencję Światową. Kadencja trwa trzy lata. Przewodniczącą w kadencji 2017–2020 jest Ana María Mideros. 

### Biuro Światowe
Biuro Światowe to sekretariat WAGGGS, mieści się w Londynie w Wielkiej Brytanii. Składa się z około 50 specjalistów. Zajmuje się między innymi kontaktami z organizacjami członkowskimi i kandydującymi, organizowaniem Konferencji Światowej i spotkań Komitetu Światowego, wprowadza w życie decyzje podjęte przez Konferencję i Komitet.

## Struktura
WAGGGS dzieli się na 5 regionów:
- afrykański,
- arabski,
- Azji-Pacyfiku,
- europejski,
- półkuli zachodniej.

## Symbolika
Symbol WAGGGS został zaprojektowany przez Pannę Kari Aas. Zaprojektowała ona emblemat światowej koniczyny, który został przyjęty na światowej konferencji w 1930 r.: Złotą koniczynę na niebieskim tle. Trzy liście reprezentują trzy obowiązki i trzy części Przyrzeczenia: służbę Bogu i Ojczyźnie, pomoc bliźnim oraz przestrzeganie prawa skautowego. Dwie pięcioramienne gwiazdki wskazują na przyrzeczenie i prawo, a nerw pośrodku przedstawia igłę kompasu wskazującą właściwą drogę. Podstawa koniczyny oznacza płomień miłości ludzkości, a kolory niebieski i złoty reprezentują słońce świecące nad wszystkimi dziećmi na świecie.
Odznaka światowa, zawierająca koniczynę, została po raz pierwszy przyjęta na 11. światowej konferencji w Evian we Francji w 1946 r. Odznaka Stowarzyszenia Światowego, podobna do projektu World Badge, została po raz pierwszy przyjęta na 7. Światowej Konferencji w Buczach koło Górek Wielkich w Polsce w 1932 r.